# ドリトライ
『ドリトライ』は、雲母坂盾による日本の漫画作品。『週刊少年ジャンプ』にて2023年23号から同年42号まで連載された。監修協力は歴史学者の成田龍一が担当し、昭和時代の戦後の日本を舞台とした作品となっている。

## 沿革
2023年4月10日発売の『週刊少年ジャンプ』19号より開始された新連載4本の1作として告知され、その時点では本作は「戦後×ボクシング!!」と発表されていた。同年5月8日発売の23号より連載を開始。連載開始を記念して、本作のPVが公開されている。前述の新連載4本のうち、後半2作品のボイスコミックがYouTubeジャンプチャンネルにて発表され、本作は同年7月11日より公開。

## あらすじ
昭和21年（1946年）4月。戦争によって身寄りを失い、戦災孤児となった少年・大神青空（おおかみあおぞら）は、瓦礫と化した戦後の東京で食料すら満足に手に入らない中でも、妹・星（あかり）と共に励まし合って生きていた。
しかしある時、星が結核を発症。妹の治療費を稼ぐため、青空は裏社会が開催する拳闘（ボクシング）大会に参加し様々な拳闘家たちと鎬を削っていく。

## 登場人物
声の項はボイスコミック版での声優。
大神 青空（おおかみ あおぞら）
声 - 三瓶由布子
本作の主人公で、1930年8月8日生まれ。現在の東京都新宿区の出身。作中では初登場時は14歳（終戦後は15歳）。天鳴尋常小学校卒。第二次世界大戦がはじまると軍需工場に動員され、戦闘機の部品の製作に従事した。
拳闘家であった父・夕日は出征後に消息不明となり、母・朝美（ともみ）も東京大空襲で亡くなり、家も戦火で焼失したことで青空は戦災孤児となる。終戦後の焼け野原の中で、青空は拳闘家だった父の「どんな時でも心を強く持て」という教えを胸に、妹の星と共にたくましく生き延びるが、栄養失調のため衰弱していた星が結核を発症。青空は星の治療費を稼ぐためヤクザ組織・虎威組（とらいぐみ）所属の拳闘家となり、GHQや日本の富裕層が運営する秘匿の拳闘大会「炎涛拳技會（えんとうけんぎかい）」に身を投じる。
その後、虎威組組長・優華が組を解散させてジムを開くと、青空は所属ボクサーとなり世界王者を目指す。しかし不慣れな3ノックダウン制に苦戦を強いられた上にシライという強豪に阻まれるなどして、王者になる夢は果たせなかったが、引退後は福井県の武生に居を移し、工場などを興して家族を支えた。2023年、心臓病のため永眠し、葬儀では孫の大河らに見送られた。
必殺技は、父の残した本から習得したカウンター技「瀑受転巌（ばくじゅてんがん）」と、その発展形である「真 瀑受転巌」。シライのモデルとなった白井義男の階級がフライ級であったことから、大空のプロ転向時の階級はフライ級であると推測される。
好きな食べ物はたくあん、しょうが。
大神 星（おおかみ あかり）
声 - 結川あさき
1932年2月8日生まれ。青空の2歳年下の妹。女性ながら父・夕日ゆずりの腕っぷしの持ち主で身体も気性も兄より強かったが、終戦後は結核に倒れ、清瀬市のサナトリウムに入院。一時は余命2週間と言われるまで病態が悪化したが、父との再会が叶ったことなどから心を励まされてわずかに持ち直し、翌年アメリカで臨床効果が実証された特効薬・ストレプトマイシンによって回復し、一年近い療養生活を経て退院。その後は結核予防会の保健婦を務めた。2023年、兄・青空が亡くなった時点でもまだ存命しており、葬儀のために帰省した姪孫の大河に、「やりたいことを全力でやりな」と語った。
好きな食べ物は煮物。
優華（ゆうか） / 大神 夕華（おおかみ ゆうか）
声 - 佐藤榛夏
1912年12月1日生まれ。右目に眼帯をした和服姿のミステリアスな女性。虎威組の組長だが、薬物や女衒などの稼業には手を出さず拳闘を主なシノギにしている。青空を拳闘家としてスカウトし、盃を交わす。正体は青空の父・大神夕日の腹違いの妹であり、本名である「大神夕華」は当初、青空たちには伏せられていた。
夕華の実母・日華は、長野の大地主・大神家の正妻だったが、自分の子ではない夕日が男子であるために後継ぎとなることを恐れ、女子である夕華に家督を継がせるという強引な企てに躍起になり、彼女に虐待同然の過酷な躾を行った。それに耐えきれなくなった夕華は、夕日と一緒に実家から脱走。独学で拳闘の技術を磨いていた夕日の活躍により、屋敷からの追っ手の大半は退けられ、脱出自体は成功したが、その途上、娘の裏切りに激怒した母の襲撃により夕華は右目を傷つけられ、隻眼となった。
好きな食べ物は砂糖。
黒岩 啓示（くろいわ けいじ）
声 - 日野聡
1921年生まれ。虎威組所属の拳闘家で、組の稼ぎ頭。炎涛拳技會で懸賞金100万を超える5人の強豪選手「五光」の一人。組に入る以前はテキヤをしており、戦時中は一時海軍にいたこともある。
必殺技は空手の正拳突きを応用した強力なパンチ「松刺爆撃（しょうしばくげき）」。
好きな食べ物はだんご、うめぼし。
和泉 生野（いずみ いくの）
1930年7月12日生まれ。売春宿「夢洗（バブル）」の用心棒兼拳闘家。東京大空襲の際、妹の凛と共に防空壕に閉じ込められ、左腕を負傷していた生野は右腕のみで七日間、土を必死に掻き出して脱出したが、気づいたときには右腕が異様な太さになっていた。炎涛拳技會の拳闘家としてはまだルーキーだが、デビュー以来、その太い右腕を活かした右ストレートのみで5戦5勝5KOという驚異的な戦績を叩き出し、「ウォーハンマー」とあだ名された。青空のデビュー戦の相手として対戦するも、敗北し初黒星を喫した。その後は優華の計らいで妹と共に虎威組に引き取られる。
最終話では、世界王者を目指す青空のセコンドを務めている様子が描かれた。
必殺技は異名にもなっている右ストレート「ウォーハンマー」と、一時的に右腕の関節を外してリーチを伸ばす「伸びるストレイト」。
好きな食べ物は豚肉。
和泉 凛（いずみ りん）
1932年6月12日生まれ。生野の妹で、引っ込み思案だが兄思いの性格。生野は雇い主の夢洗や裏稼業の人間から凛が危険に晒されることを恐れ、彼女を守るためにわざと冷たく振る舞って遠ざけていた。生野が青空に敗北すると、夢洗の経営者たちは試合での負け分を取り返すために、凛を売春宿で働かせようと企てるが、優華の仲裁で事なきを得た。その後、彼女は兄と共に虎威組に引き取られる。
好きな食べ物は缶詰。
虹村 凶作（にじむら きょうさく）
29歳。炎涛拳技會の拳闘家で戦績は30戦30KO、懸賞金は8万円。実験と称してあらゆる方法で相手を殴り弄ぶことから「狂実験の虹村」と呼ばれている。
油屋の長男として生まれる。本来であれば商人として家督を継ぐはずだったが、戦争が始まると陸軍兵として召集され、終戦後に帰郷した際にはすべてを失っており、身を立てるために拳闘家となった。戦時中は青空の父・夕日が隊長を務める分隊に所属しており、拳闘の技術を教わったことから「（夕日から）技術を全て受け継いだ正統後継者」と自称し、青空の前に立ちふさがる。
戦時中、夕日が分隊の仲間たちを拳で皆殺しにしたところを目撃してしまった虹村は、以来、その恐怖から逃れるためにヒロポン中毒になっている。
青空との試合中、追い詰められた虹村は「ヒロポンを打つ」「制止しようとした審判に暴行を加える」「対戦相手に対する噛みつき、引っ掻き攻撃」「椅子での凶器攻撃」など度重なる反則行為を繰り返したため、試合後、青空に「（負けたのは）心が弱いからだ」と批判された上で炎涛拳技會の運営に射殺された。
必殺技は青空と同じく「瀑受転巌」。
コミックス2巻収録のプロフィールでは、生年月日は「1917年1月11日生まれ（嘘）」、好きな食べ物は「牛鍋（嘘）」と、真偽をぼかすような書かれ方をしている。
大神 夕日（おおかみ ゆうひ）
声 - 野澤英義
1909年12月26日生まれ。青空、星の父。元全日本ミドル級王者の拳闘家で、戦時中、満洲に出征し陸軍の分隊長となる。その強さと人格から分隊内でも慕われていたが、ある任務の際、敵軍の奇襲を受けて退却中、疲弊・負傷し動けなくなる部下たちに対し夕日は心の強さで前に進むよう励ますも、その言葉が逆に肉体的・精神的に限界だった彼らの不満を爆発させた上、一人が錯乱して軍刀を振り回したことをきっかけに、全員がパニックに陥って殺し合いを始めてしまう。最悪の結果を招いてしまった夕日自身もまた冷静さを失い、その場にいた部下たちを素手でことごとく撲殺してしまった（任務に同行せず駐屯地に残っていた虹村は、この惨状を目撃してしまったショックから軍を脱走し、夕日への恐怖に怯えながら終戦まで潜伏生活を送った）。夕日は自身が「心の強さがあれば必ず乗り越えられる」という美辞のもと、希望が見えないにもかかわらず耐えることが美しいとして不満を封じ込め、周囲に忍耐を強要し続けたことがこのような事態を引き起こしたのだと後悔し、戦後は人との関わりを避け、下関の森の奥深くに籠っていた。
再会した青空との決闘を通じて心の強さを取り戻した夕日は、星の回復を見届けると自分の罪を償うための旅に出た。
作中で名称が明言された技はないが、青空との試合では「拳圧で海を割る」「リングを一撃で破壊する」「地面を殴ることで巨大な衝撃波を発生させ、大地をえぐりながら群衆を吹き飛ばす」「殴った相手に心象風景を幻視させる」など、人間離れした力を見せつけた。ただし、青空は回想の中で「（拳闘家時代の父は）決して最強の選手ではなく、たくさん倒されもした」と評している。
大神 大河（おおかみ たいが）
1996年9月13日生まれ。23歳（2023年時点）。最終話に登場する青空の孫。靴職人を目指していたが、芽が出ず都内のブラック企業に勤め、上司からパワハラの被害を受けるなど鬱屈した日々を過ごしていた。ある日、祖父・青空の訃報により実家の武生に帰省し、葬儀に立ち会う。その際、祖父がかつて世界王者を目指していたことを知り、過去の試合映像の中の、何度も立ち上がり戦い続ける若き祖父の姿に衝撃を受ける。その後、大河は仕事を辞め、かつて祖父から言われた「心の強さで前に進め」という言葉を胸に、本気で靴職人を目指す。
好きな食べ物は焼肉。

## 備考
- タイトルのドリトライとは、「ド級のリトライ」の意味[6]。
- 監修協力の成田はコミックス2巻で、「たびたび傷つきながら、それでも負けずに立ち上がり」「「心の強さ」によって挑戦しつづける」姿勢こそが「ド・リトライ」であり、戦後であろうと現代であろうと、厳しい時代の中でリトライ（再挑戦）し続ける大切さこそ雲母坂が本作に込めた主張だと解説している[7]。
- 雲母坂も本作の連載以前には、同じくボクシング漫画である『心が強ぇんだ』を読み切りとして執筆し、『少年ジャンプ+』で公開している[8]。同作の主人公の名前もドリトライと同じく大神青空[9]だが、時代設定は現代で青空と夕日は親子ではなく、兄弟という関係になっている。
- 「ド級のリトライ　ドリトライだ！」をはじめとする、作中の個性的なセリフ回しはそのインパクトからネット上で人気を博し、連載終了後もネットミームとして定着した[10]。この反響を受け、最終巻にあたる2巻の帯は「ド級の新刊　ド新刊だ！」など、作中の人気セリフを取り入れ、全面に押し出した内容になった[11]。

## 書誌情報
- 雲母坂盾『ドリトライ』集英社〈ジャンプ・コミックス〉、全2巻
  1. 2023年9月4日発売[1][12]、ISBN 978-4-08-883709-3
  2. 2023年12月4日発売[13]、ISBN 978-4-08-883836-6